# Groupe mixte d'artillerie coloniale de Chine
Ne doit pas être confondu avec Bataillon mixte d'infanterie coloniale de Chine.
Le groupe mixte d'artillerie coloniale de Chine (GMACC) est une unité des troupes coloniales françaises en garnison en Chine dans la première moitié du XXe siècle.

## Création et différentes dénominations
- septembre 1901 : création du groupe mixte d'artillerie coloniale de Chine
- septembre 1903 : renommé batterie mixte d'artillerie coloniale de Chine
- décembre 1913 : dissolution
- septembre 1918 : formation de la batterie d'artillerie coloniale de Chine
- 1922 : renommée batterie mixte d'artillerie coloniale de Tien-Tsin
- février 1929 : renommée détachement d'artillerie coloniale du Petchili
- avril 1929 : devient groupe mixte d'artillerie coloniale de Chine
- novembre 1938 : dissolution

## Historique
Le groupe mixte d'artillerie coloniale de Chine est formé en septembre 1901 ou 1902 à partir de l'artillerie coloniale du corps expéditionnaire français en Chine. Le groupe regroupe une batterie à Tianjin (Tien-Tsin) et une batterie à Shanghai (Changaï). Le groupe est réduit en septembre 1903 à une seule batterie mixte, stationnée à Tianjin. Ses vieux canons de 80 de montagne sont remplacés par des canons de 75 de campagne. Transférée vers Hanoï en Indochine, la batterie mixte d'artillerie coloniale de Chine est dissoute le 4 décembre 1913.
L'unité est recréée le 15 ou le 18 septembre 1918 sous le nom de batterie d'artillerie coloniale de Chine, à Tianjin. En 1922, elle est renommée batterie mixte d'artillerie coloniale de Tien-Tsin, avec une section de canons de 75 et une section de canons de 65 de montagne.
Le 19 février 1929, la batterie devient détachement d'artillerie coloniale du Petchili puis le 1er avril 1929 le groupe mixte d'artillerie coloniale de Chine est remis sur pied. Il stationne à Tianjin et à Shanghai.
Le GMACC est dissous le 30 novembre 1938, (ses militaires rejoignent le 4e RAC en Indochine). Il est remplacé par une batterie puis une simple section de canons de 65 de montagne, finalement dissoute en juin 1939.

## Insigne
Sur un écu bleu clair translucide, deux canons en sautoir, chargés d'un dragon bleu lové autour de l'ancre rouge des troupes coloniales. En chef, trois portiques asiatiques devant un soleil levant.
L'insigne est fabriqué localement et mis en vente en juin 1938, peu avant la dissolution du groupe.